# Zásovskaya
Zásovskaya (del ruso: За́ссовская) es una stanitsa del raión de Labinsk del krai de Krasnodar, en el sur de Rusia. Está situada en el borde septentrional del Gran Cáucaso, en la orilla derecha del río Labá, afluente del Kubán, frente a Mostovskói, 24 km al sur de Labinsk y 158 km al sureste de Krasnodar, la capital del krai.  Tenía 2 411 habitantes en 2010
Es cabeza del municipio Zásovskoye, al que pertenecen asimismo Vesioli, Podgorni y Sotsgorodok.

## Historia
Tiene origen en el puesto fortificado de Ardzhinskoye, fundado por el general Grigori Zas en 1839. Este fuerte sería rebautizado en honor al general (Zásovskoye). En 1853 empezó a formarse un pueblo al lado del fuerte, la actual stanitsa, que recibió su nombre en honor al mismo general. Hasta 1920 formaba parte del otdel de Labinsk del óblast de Kubán. En 1861 tenía 1 192 habitantes. En 1875 se finalizó la construcción de la primera iglesia de la localidad.

## Economía y transporte
La principal actividad económica de la localidad es la transformación de productos agrícolas (fábrica Altair).
La localidad cuenta con una estación de ferrocarril (Zásovskaya) en la línea Kurgáninsk-Psebai, 2 km al norte del centro de la localidad.